# Кросс-канальный маркетинг
Кросс-канальный маркетинг (англ. cross-channel marketing) — это вид маркетинга, при котором компания использует комбинацию нескольких каналов и инструментов продвижения бренда, образуя единое целое аналитическое поле, с целью плавного перемещения клиентов вниз по воронке продаж.
Сегодня клиенты часто взаимодействуют с брендами компаний через разные каналы и устройства. Это открывает доступ к важным персональным данным пользователя: адрес электронной почты, аккаунты, cookies, ID мобильных устройств и так далее.

### Почему важно использовать кросс-канальный маркетинг
1. Повышает уровень лояльности. Потребители продукта чувствуют себя важными для бренда, благодаря индивидуальному подходу, что делает их более лояльными.
2. Повышает уровень вовлечённости. Рассылка целевых релевантных и персонализированных маркетинговых кампаний и сообщений помогает брендам увеличивать отклик и уровень вовлечённости.
3. Помогает отслеживать ROI. Данная стратегия позволяет лучше понимать метрики, по которым отслеживают: кликабельность, рейтинг доставляемости и открываемости, количество подписок и так далее.

### Преимущества кросс-канального маркетинга
- Упрощается путь клиента.
- Повышается качество обслуживания клиента.
- Повышаются имиджевые и рейтинговые показатели бренда компании. Положительный опыт покупки способствует удовлетворенности клиента. Довольные клиенты становятся амбассадорами бренда.
- Достигается глубокое изучение целевой аудитории: её желаний и потребностей. Собирается и анализируется вся необходимая информация. Эти данные компания использует для сегментации аудитории и создания релевантных предложений.
- Предоставляется клиенту выбор канала взаимодействия с компанией.[2]

### Недостатки кросс-канального маркетинга
- Навязывание различных форм регистраций и подписок, где необходимо клиенту вводить персональные данные.
- Навязчивое «преследование» клиента рекламными сообщениями и уведомлениями.
- Сложная техническая настройка взаимодействия всех каналов рекламы.[3][неавторитетный источник]
- Большая база собранных данных может вызвать сложность и ошибки в анализе, как следствие, ошибочность выбранной стратегии.

### С чего следует начинать запуск кросс-канального маркетинга
При запуске кросс-канального маркетинга важно отслеживать статистику и на основании результатов улучшать стратегии.
1. Интегрировать все данные. Объединить данные в рамках CDP (Customer Data Platform). Можно выбрать CRM или профессиональную маркетинговую платформу с интеграцией аналитики и возможностью автоматизации маркетинговых стратегий.
2. Сегментировать целевую аудиторию.
3. Использовать динамический и таргетированный контент.
4. Постоянно отслеживать и оптимизировать стратегии.|  | В разделе не хватает ссылок на источники (см. рекомендации по поиску). Информация должна быть проверяема, иначе она может быть удалена. Вы можете отредактировать статью, добавив ссылки на авторитетные источники в виде сносок. (18 февраля 2020) |